# Степанов Петро Петрович
Петро Петрович Степанов (нар. 24 грудня 1959, Санкіна, Чуваська АРСР) — державний і політичний діяч Придністровської Молдавської Республіки, 1-й Голова уряду Придністровської Молдавської Республіки (з 18 січня 2012 року до 10 липня 2013 року).

## Біографія
Народився 2 січня 1959 року в селі Санкіна (чув. Сӗнтӗркасси) Красночетайського району Чуваської АРСР, за національністю чуваш. Член ВЛКСМ з 1973 по 1980 роки. Член КПРС з 1980 року.

### Освіта
- У 1976 році закінчив середню школу.
- У 1982 році закінчив Московське вище технічне училище ім. Н. Е. Баумана.

### Кар'єра
- З 1982 року після закінчення училища почав трудову діяльність у виробничому об'єднанні «Сургуттрансгаз» інженером відділу з експлуатації компресорних станцій.
- 1 листопада 1985 року призначений начальником компресорної станції.
- З 1987 року переведений у Регіональне управління магістральних газопроводів (РУМГ) «Тираспольтрансгаз». Тут працював спочатку інженером-диспетчером Тираспольської газокомпресорної станції, потім начальником АГНКС (автомобільної газонаповнювальної компресорної станції).
- На початку 1996 року призначений в. о. генерального директора РУМГ «Тираспольтрансгаз».
- З серпня 1996 року по січень 2007 року обіймав посаду генерального директора РУМГ «Тираспольтрансгаз» (згодом ТОВ «Тираспольтрансгаз — Придністров'я»).
- Двічі (у 2000 і 2005 роках) обирався депутатом Верховної Ради ПМР.
- У січні 2007 року указом Президента ПМР призначений міністром промисловості ПМР.
- 18 січня 2012 року указом Президента Придністровської Молдавської Республіки призначений Головою уряду ПМР.
- 10 липня 2013 року пішов у відставку з поста Голови Уряду ПМР в «зв'язку з переходом на іншу роботу».

## Нагороди
- Орден «Трудова слава» (2001)
- Орден «За заслуги» II ступеня (2007)
- Орден «За заслуги» I ступеня (2010)
- Орден Пошани (2003)
- Медаль «За трудову доблесть» (1997)
- Медаль «10 років Придністровській Молдавській Республіці» (2000)
- Медаль «15 років Придністровській Молдавській Республіці» (2005)

Лауреат конкурсу «Золотий фонд — 2000», лауреат державного конкурсу «Людина року — 2003».

## Сім'я
Одружений, має двох дітей.
1. ↑  Чувашская энциклопедия — Чувашское книжное издательство, 2006. — 2567 с. — ISBN 978-5-7670-1471-2